# 悪魔の踊子
『悪魔の踊子』（The Devil Dancer）は、フレッド・ニブロ監督、サミュエル・ゴールドウィン製作による1927年のアメリカ合衆国のサイレント・恋愛ドラマ映画である。
撮影監督のジョージ・バーンズはこれにより第1回アカデミー賞撮影賞にノミネートされた。
フィルムが失われていると見られている。

## キャスト
- ギルダ・グレイ（英語版）
- クライヴ・ブルック（英語版）
- アンナ・メイ・ウォン
- セルジュ・テオフ
- マイケル・ヴァヴィッチ（英語版）
- 上山草人
- アン・シェーファー（英語版）
- アルバート・コンティ（英語版）
- マーサ・マトックス（英語版）
- カラ・パシャ（英語版）
- ジェームズ・B・レオン
- ウィリアム・H・トゥーカー（英語版）
- クレア・デュ・ブレイ
- ノラ・セシル（英語版）
- バーバラ・テナント
- ハーバート・エヴァンス（英語版） (クレジット無し)
- ジャック・ハーヴェイ（英語版） (クレジット無し)
- 山川浦路 (クレジット無し)
- クラリッサ・セルウィン（英語版） (クレジット無し)